# Трактор (ледовая арена)
Ледо́вая аре́на «Тра́ктор» имени Валерия Константиновича Белоусова — ледовый дворец в Челябинске, предназначенный для проведения спортивных и культурно-массовых мероприятий. Арена была местом проведения чемпионата Европы по дзюдо 2012 года, чемпионата мира по дзюдо 2014 года и чемпионата мира по тхэквондо 2015 года.
Арена расположена в Калининском районе на пересечении улиц Салавата Юлаева и 250-летия Челябинска.
Является домашней ареной ХК «Трактор», МХК «Белые медведи» и ЖХК «Белые медведицы». Вместимость на хоккейных матчах — 7 500 зрителей.

## История
Строительство нового дворца в Челябинске требовалось уже давно, так как домашняя, на тот момент, арена ХК «Трактор» — ДС «Юность» эксплуатировалась уже более 40 лет.
Проект был куплен у компании «Skanska», которая ранее построила схожую арену в Мытищах. Подрядчиком выступила «Балтийская строительная компания». Строительство арены началось весной 2007 года и должно было завершиться к старту сезона 2008/2009, однако из-за разного рода проблем открытие дворца постоянно переносилось.
17 января 2009 года состоялось торжественное открытие новой арены, приуроченное к празднованию 75-летия образования Челябинской области. В матче открытия хоккеисты «Трактора» обыграли своих соседей из Магнитогорска со счётом 3:2.
Чтобы успеть к сроку, строительство арены форсировалось. Вплоть до окончания сезона на арене велись отделочные работы и исправления огрехов строительства.
Также летом 2009 года на арене возникли проблемы с крышей. После сильнейшего ливня кровля начала протекать, причиной этого стало то, что строители смонтировали крышу с нарушением проекта.

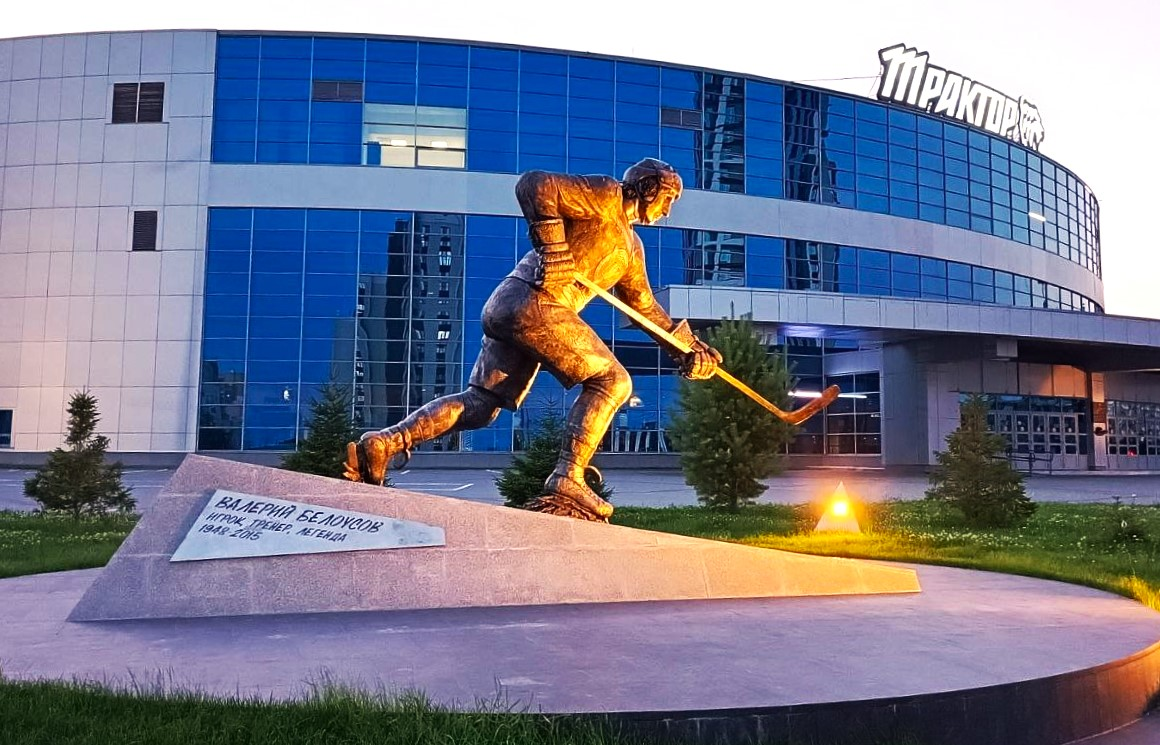
Памятник Валерию Белоусову на фоне арены

Ещё одной проблемой арены является нехватка парковочных мест. Болельщикам приходилось парковаться на обочинах и во дворах близлежащих домов. Правительство области выделило 21 миллион рублей на строительство парковки.
В августе 2012 года на арене были установлены борта и заградительные стёкла последнего поколения.
15 февраля 2013 года арена получила повреждения в результате падения метеорита.
23 августа 2023 года рядом с ареной открыт памятник  Валерию Белоусову.

## Спортивные события
- 21 марта 2012 — Кубок Будущего (хоккейный матч между лучшими игроками до 18 лет, выступающими в МХЛ)[8];
- 24-30 апреля 2012 — Чемпионат Европы по дзюдо[9];
- 25-26 мая 2012 — Драфт юниоров КХЛ[10];
- 12-13 января 2013 — Матч звёзд КХЛ[11].
- 11, 12, 16 апреля 2013 — финал Кубка Гагарина 2013.
- 12-17 сентября 2013 — 3-й международный рейтинговый турнир по тхэквондо ВТФ RUSSIA OPEN 2013
- 25-31 августа 2014 — чемпионат мира по дзюдо 2014
- 12-18 мая 2015 — чемпионат мира по тхэквондо 2015
- 13, 15 апреля 2017 — Европейский хоккейный вызов между сборными России и Франции
- 19-29 апреля 2018 — чемпионат мира по хоккею с шайбой среди юниорских команд 2018
- 12-14 сентября 2019 — Гран-при по фигурному катанию среди юниоров.
- 3-11 декабря 2022 — Матч всех звёзд МХЛ, ЖХЛ, КХЛ.